# Copa Cléber Furtado
A Copa Cléber Furtado foi uma competição de futebol amistosa organizada pela Federação Gaúcha de Futebol (FGF) e realizada no ano de 1992, contando com a participação de vinte clubes do Rio Grande do Sul, com exceção do Grêmio e do Internacional. O Brasil de Pelotas sagrou-se campeão, ao derrotar na final a equipe do Ypiranga de Erechim. Não há informações disponíveis sobre a tabela de jogos na internet.

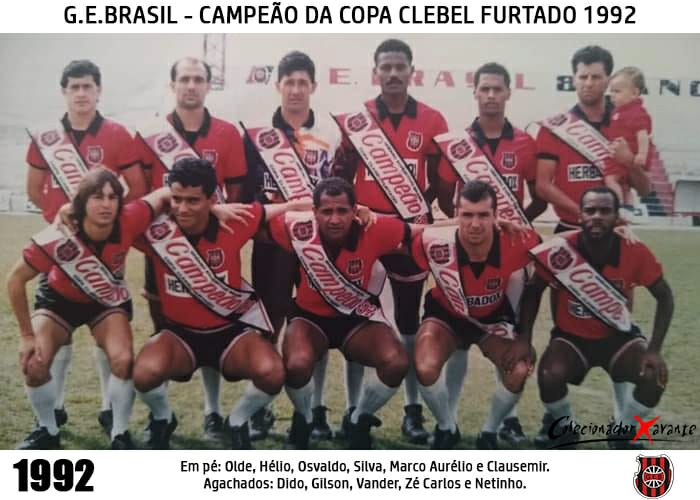